# Handball-Bundesliga Frauen
Handball-Bundesliga Frauen (HBF) är Tysklands högsta handbollsdivision på damsidan.

## Deltagande lag 2024/2025
- Thüringer HC
- HB Ludwigsburg
- TuS Metzingen
- Borussia Dortmund
- Buxtehuder SV
- VfL Oldenburg
- Frisch Auf Göppingen
- HSG Blomberg-Lippe
- Bad Wildungen Vipers
- TSV Bayer 04 Leverkusen
- Neckarsulmer SU
- HSG Bensheim-Auerbach
- BSV Sachsen Zwickau
- Sport-Union Neckarsulm[1]

## Bundesliga-mästare
| Klubblag                | Antal titlar | År                                             |
| ----------------------- | ------------ | ---------------------------------------------- |
| TSV Bayer 04 Leverkusen | 8            | 1979, 1980, 1982, 1983, 1984, 1985, 1986, 1987 |
| TV Lützellinden         | 7            | 1988, 1989, 1990, 1993, 1997, 2000, 2001       |
| Thüringer HC            | 7            | 2011, 2012, 2013, 2014, 2015, 2016, 2018       |
| HC Leipzig              | 6            | 1998, 1999, 2002, 2006, 2009, 2010             |
| TuS Walle Bremen        | 5            | 1991, 1992, 1994, 1995, 1996                   |
| SG BBM Bietigheim       | 5            | 2017, 2019, 2022, 2023, 2024                   |
| 1. FC Nürnberg          | 3            | 2005, 2007, 2008                               |
| TuS Eintracht Minden    | 2            | 1976, 1978                                     |
| FHC Frankfurt/Oder      | 1            | 2004                                           |
| DJK/MJC Trier           | 1            | 2003                                           |
| PSV Grün-Weiß Frankfurt | 1            | 1981                                           |
| TSV GutsMuths Berlin    | 1            | 1977                                           |
| Borussia Dortmund       | 1            | 2021                                           |